# Assedio di Magonza (1792)
L'assedio di Magonza del 1792 vide la conquista della città di Magonza (Mayence in francese, Mainz in tedesco) da parte dei rivoluzionari francesi dopo un assedio durato dal 18 al 21 ottobre 1792.

## Contesto

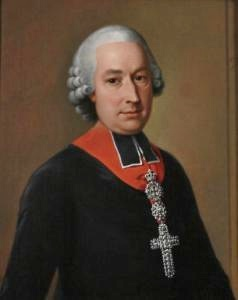
L'apertura delle porte di Magonza agli esuli ed ai realisti francesi da parte del principe-arcivescovo Friedrich Karl Josef von Erthal, fu una delle cause dell'invasione e dell'assedio francese del 1792

La Rivoluzione francese del 1789 aveva trovato che il principe-arcivescovo di Magonza, Friedrich Karl Josef von Erthal, convinto oppositore degli ideali rivoluzionari, aveva aperto le porte del proprio Stato ai nobili ed agli esuli realisti francesi. Questo aveva fatto di Magonza uno dei principali epicentro controrivoluzionari d'Europa.
Dopo la dichiarazione di guerra da parte della Francia, l'arciduca austriaco Francesco d'Asburgo Lorena, il 20 aprile 1792, rassicurò i controrivoluzionari di Magonza promettendo loro la sconfitta dei rivoluzionari francesi, infliggendo loro una "punizione esemplare" nel caso in cui avessero minacciato la famiglia reale francese. Ma il fallimento della fuga di Luigi XVI a Varenne portò all'arresto del re di Francia e della sua famiglia. Per questo motivo, il 4 agosto 1792, l'arcivescovo di Magonza aderì alla coalizione austro-prussiana contro la Francia.
Ad ogni modo, non solo il tentativo di invadere la Francia da parte delle armate della coalizione fallì il 20 settembre con la Battaglia di Valmy, ma le armate rivoluzionarie procedettero ad un'offensiva attraversando il Reno e raggiungendo Magonza in breve tempo.

## L'assedio
Il 29 e 30 settembre 1792 le armate rivoluzionarie al comando del generale Adam Custine (che rimpiazzò Nicolas Luckner a capo dell'Armata del Reno), assediò la città di Spira. I francesi, sapendo di non poter mantenere tale posizione a lungo, tornarono a Worms quattro giorni dopo. La città di Magonza era nel panico: i reggimenti del duca di Nassau avevano lasciato la fortezza il 5 ottobre, così pure gli aristocratici, l'alto clero ed i loro servitori. Si stima che un numero compreso tra un quarto e un terzo degli abitanti (circa 25 000) lasciarono la città in quell'occasione. Il resto della popolazione si dichiarò pronta a difendere le fortificazioni sino all'ultimo. La città raccolse in breve tempo 5000 volontari che ovviamente erano però insufficienti a difendere adeguatamente la città e la fortezza.
Le truppe francesi, radunate ora nell'"Armata dei Vosgi" per decisione della Convenzione Nazionale, iniziarono ad accerchiare e poi ad assediare la città il 18 ottobre. La notte del 18 ottobre, l'avanguardia del generale Jean Nicolas Houchard raggiunse Weisenau.
Il fatto che quasi 13 000 cittadini avevano abbandonato la città mise in serio allarme il consiglio di guerra presieduto dal conte Gymnich, il barone von Stein (ministro prussiano), il barone Fechenbach (canonico del capitolo della cattedrale di Magonza), il barone Franz von Albini (cancelliere di corte) e M. de Kalckhoff (consigliere privato dell'arcivescovo). Questi dignitari della corte ecclesiastica si accordarono immediatamente per implementare le difese di Magonza, ma il governatore della fortezza, il ministro prussiano assieme ai ministri del corpo elettorale, si dichiararono contrari a tale opinione, dichiarandola inutilmente costosa e controproducente in quanto era ormai palese che la città non fosse in grado di resistere ad un assedio di quella portata. Nella decisione finale, venne accordata la resa senza combattere il 20 ottobre. Il 21 ottobre i francesi entrarono nella città di Magonza per quanto molti ritenessero che le elaborate fortificazioni avrebbero finito per proteggere la città in caso di necessità.
20 000 soldati francesi occuparono la città, più di quelli della popolazione originale. Gli occupanti tentarono a più riprese di convincere la popolazione dei benefici della Rivoluzione, ma le idee rivoluzionarie non vennero gradite immediatamente dal pubblico civile il quale metteva davanti ad ogni cosa i disagi patiti per l'occupazione ed il mantenimento dell'esercito in città. Inoltre il generale Custine, che risiedeva al castello dei principi elettori, si occupò di provvedere alla protezione dell'università e di tutte le dipendenze arcivescovili, fatto positivo che fece schierare alcuni cittadini di Magonza dalla parte dei francesi. Franz Konrad Macke prestò servizio come sindaco della città del febbraio al luglio del 1793.

Un abitante tedesco di Magonza così riportava in una sua lettera commentando l'arrivo dei francesi: